# Copa RN 2007
In 2007 werd de vierde editie van de Copa RN gespeeld voor voetbalclubs uit de Braziliaanse staat Rio Grande do Norte. De competitie werd georganiseerd door de FNF en werd gespeeld van 13 oktober tot 12 december. Baraúnas werd kampioen. 

## Eerste fase

### Groep 1
| Plaats | Club                   | Wed. | W | G | V | Saldo | Ptn. |
| ------ | ---------------------- | ---- | - | - | - | ----- | ---- |
| 1.     | ABC                    | 4    | 3 | 0 | 1 | 10:4  | 9    |
| 2.     | Potiguar de Parnamirim | 4    | 2 | 1 | 1 | 9:11  | 7    |
| 3.     | Santa Cruz             | 4    | 0 | 1 | 3 | 4:8   | 1    |

|  | Geplaatst voor tweedefase |

### Groep 2
| Plaats | Club       | Wed. | W | G | V | Saldo | Ptn. |
| ------ | ---------- | ---- | - | - | - | ----- | ---- |
| 1.     | Baraúnas   | 4    | 3 | 1 | 0 | 5:2   | 10   |
| 2.     | Corintians | 4    | 1 | 2 | 1 | 4:3   | 5    |
| 3.     | Potyguar   | 4    | 0 | 1 | 3 | 2:6   | 1    |

|  | Geplaatst voor tweedefase |

## Tweede fase
In geval van gelijkspel werden er strafschoppen genomen, tussen haakjes weergegeven. 
|  | halve finale     | halve finale | halve finale | halve finale |  |                  | finale | finale | finale | finale |
|  |                  |              |              |              |  |                  |        |        |        |        |
|  |                  |              |              |              |  |                  |        |        |        |        |
|  | ABC              | 1            | 3            | 4            |  |                  |        |        |        |        |
|  | Baraúnas         | 2            | 3            | 5            |  |                  |        |        |        |        |
|  |                  |              |              |              |  | Baraúnas         | 3      | 3      | 6      |        |
|  |                  |              |              |              |  | América de Natal | 2      | 2      | 4      |        |
|  | América de Natal | 2            | 1            | 3            |  |                  |        |        |        |        |
|  | ASSU             | 1            | 0            | 1            |  |                  |        |        |        |        |

## Kampioen
| Copa RN de 2007              |
| Mossoró                      |
| ---------------------------- |
| BARAÚNAS Kampioen (2° titel) |